# Пиргос (окръг Лимасол)
Вижте пояснителната страница за други значения на Пиргос.
Пѝргос (на гръцки: Πύργος) е село в Кипър, окръг Лимасол. Според статистическата служба на Република Кипър през 2001 г. селото има 1348 жители.
Намира се изток от Лимасол.